# Stazione di Adria
La stazione di Adria è la stazione ferroviaria della Rovigo-Chioggia a servizio dell'omonima città. È anche capolinea della Adria-Mestre. Tra il 1933 e il 1944, fu anche scalo capolinea della ferrovia Adria-Ariano Polesine.

## Storia
La stazione fu aperta al servizio pubblico il 23 ottobre 1876 assieme al tronco proveniente da Rovigo. Il 25 settembre 1884 smise di essere capolinea della ferrovia con l'apertura del tronco fino a Loreo.
Il 3 febbraio 1916 fu raggiunta dalla ferrovia proveniente da Piove, costruita ed esercita dalla Società Veneta (SV). Quest'ultima linea fu prolungata a Mestre nel 1931.
Il 21 aprile 1933, la stazione divenne capolinea anche della ferrovia proveniente da Ariano nel Polesine, in questo caso costruita e gestita dalla Società Veneto-Emiliana di Ferrovie e Tramvie (SVEFT) che nel 1942 la subconcesse alla SV. Due anni dopo, il servizio su quest'ultima linea fu sospeso a causa dei danni bellici e non fu più riattivato. 

## Strutture e impianti
Il fabbricato viaggiatori è una costruzione in muratura a due livelli fuori terra a pianta rettangolare, affiancato ai lati da due corpi a singolo piano.
Il piazzale è composto da cinque binari di lunghezza fra i 321 m e i 518 m.
È presente una torre piezometrica che serviva alle colonne idrauliche per l'alimentazione delle locomotive a vapore.
La stazione è sede del Dirigente Posto Comando (DPC) che regola il servizio fra la stazione capolinea di Chioggia e quella di Lama e sul raccordo di Cavanella Po con la Società Adriatica.

## Movimento

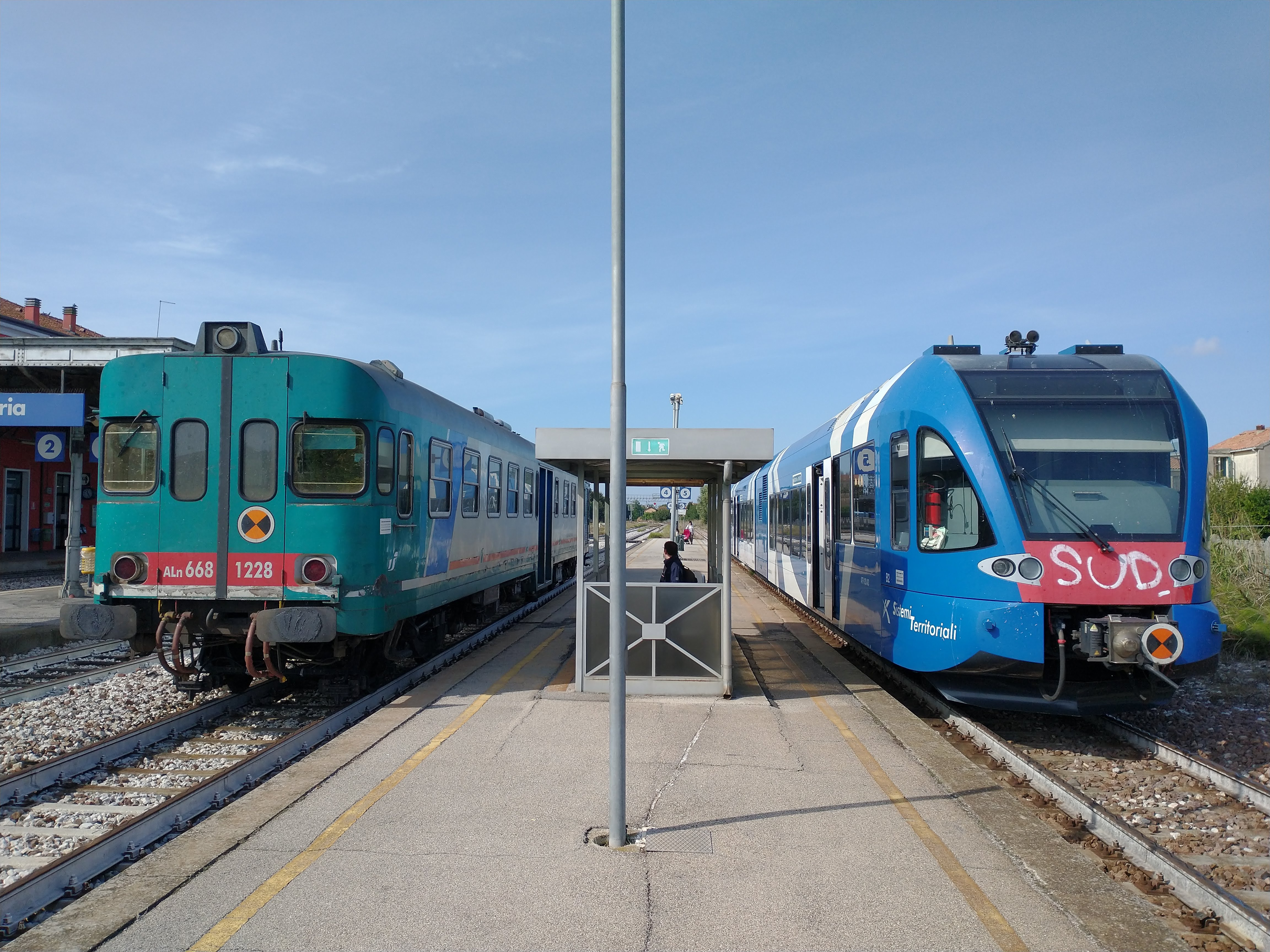
L'ALn 668.1208 di Trenitalia affiancata all'ATR 126.003 di Sistemi Territoriali

In attesa del ripristino del servizio ferroviario sulla Adria-Mestre, la stazione è servita dai treni regionali Trenitalia Rovigo-Chioggia, e per l'estate 2025 anche dal servizio Chioggia Line, ovvero delle corse sulla direttrice Verona-Rovigo-Chioggia che puntano a servire le spiagge di Rosolina e Sottomarina, e il Delta del Po (con annesse corse bus tra le stazioni di arrivo e le destinazioni sopracitate). Le altre relazioni sono coperte da autocorse.
Fino a settembre 2024, le relazioni Rovigo-Chioggia e quelle provenienti da Venezia Mestre furono espletate da Sistemi Territoriali.

## Servizi
- Biglietteria a sportello
- Biglietteria automatica
- Servizi igienici

## Interscambi
- Capolinea autobus